# Hôtel d'Olivari
Ne doit pas être confondu avec Hôtel d'Olivary.
L'hôtel d'Olivari, aussi appelé hôtel d'Olivary, est un hôtel particulier historique situé au n° 2 de la rue des Bagniers, à Aix-en-Provence (France) et faisant l'angle de la place Saint-Honoré.
Il ne doit pas être confondu avec l'autre hôtel d'Olivary (aussi appelé d'Olivari), situé au n° 10 de la rue du Quatre-Septembre, à Aix-en-Provence.

## Historique
Le bâtiment a d'abord appartenu aux Alphant – famille de nobles et politiciens aixois liés au Parlement de Provence – puis aux d'Olivari (au XIXe siècle).

## Architecture
La façade est sobre, dans le style néo-classicisant du XVIIe siècle et en pierre de Bibémus. Un oratoire est visible sur l'angle de sa façade, côté place Saint-Honoré.
À l'intérieur, la cage d'escalier est d'origine avec une remarquable rampe en fer forgé.